# Hyalurga sora
Hyalurga sora là một loài bướm đêm thuộc phân họ Arctiinae, họ Erebidae.